# Viggiano
Viggiano ist eine süditalienische Gemeinde (comune) mit 3208 Einwohnern (Stand 31. Dezember 2023) in der Provinz Potenza in der Basilikata. Die Gemeinde liegt etwa 34 Kilometer südsüdöstlich von Potenza und ist Teil der Comunità Montana Alto Agri. Das Gebiet wird von der Eni zur Ölförderung genutzt.

## Verkehr
Die südwestliche Gemeindegrenze bildet die Strada Statale 598 di Fondo Valle d'Agri. Die Strada Statale 276 dell'Alto Agri, die direkt durch den Ort führt, kreuzt bei Marsicovetere bzw. Tramutola die S.S. 598.

## Gemeindepartnerschaften
Viggiano ist mit den Gemeinden Połaniec in der polnischen Woiwodschaft Heiligkreuz, mit Vonitsa in Westgriechenland und mit Étoile-sur-Rhône im französischen Département Drôme partnerschaftlich verbunden. Diese Gemeinden pflegen ihrerseits untereinander Partnerschaften.

## Persönlichkeiten
- Leonardo De Lorenzo (1875–1962), in die USA ausgewanderter Flötist, Komponist und Hochschullehrer ist in Viggiano geboren.
- Victor Salvi (1920–2015), US-amerikanischer Harfenbauer, erhielt 2006 die Ehrenbürgerschaft von Viggiano.